# Бранимир Поробић
Бранимир Поробић (Београд, 5. јануар 1901 — Оснабрик, Немачка, 18. децембар 1952) је бивши југословенски фудбалски репрезентативац. За југословенску репрезентацију одиграо је другу међународну утакмицу Краљевине Југославије 1920. године против Египта (2:4) у Антверпену на Летњим олимпијским играма. Седам пута је бранио боје градске селекције Београда. Током Првог светског рата играо је у Француској за Лион, а касније је каријеру наставио у београдском БСК-у и у БУСКУ, где је био један од оснивача, имао је чланску карту број 1.
Током Другог светског рата био је пуковник у француској војсци а после рата је радио као војно лице у СР Немачкој, у француској окупационој зони.